# 坂田愛
坂田 愛（さかた あい、1974年9月14日 - ）は、熊本県熊本市出身の卓球選手。姉はいずれも卓球選手の坂田和美（元・日本生命）と坂田倫子（元・熊本スポーツ振興事業団）という卓球3姉妹の3女。熊本中央女子高等学校（現・熊本中央高等学校）卒業後、日本卓球リーグの強豪・日本生命に入社。1998年の全日本卓球選手権・女子シングルスの部で優勝している。
1998年の全日本卓球選手権は決勝で小山ちれを下しての優勝だった。当時の小山ちれは中国から帰化後、1992年から全日本卓球選手権では6連覇中であり、その全盛期に小山ちれを破って日本一の座に着いている。
世界卓球選手権にも1997年のマンチェスター大会、1999年のアイントホーフェン大会、2000年のクアラルンプール大会に出場した。

## 主な戦績
1998年
- 平成10年度全日本卓球選手権大会 女子シングルス 優勝

1999年
- 平成11年度全日本卓球選手権大会 女子シングルス 準優勝